# سید امیرمنصور برقعی
سید امیرمنصور برقعی (زادهٔ ۱۳۳۶) سیاستمدار اصول‌گرا ایرانی است.
وی معاون رئیس‌جمهور در دولت محمود احمدی‌نژاد بود.
برقعی پس از فرهاد رهبر به عنوان معاون رئیس‌جمهور و رئیس سازمان مدیریت و برنامه‌ریزی منصوب شد و در سال ۱۳۸۶ با انحلال سازمان مدیریت و تشکیل دو معاونت برنامه‌ریزی و توسعهٔ مدیریت در سطح ریاست جمهوری ابتدا به سمت معاون رئیس‌جمهوری در پست معاون توسعهٔ مدیریت و سرمایهٔ انسانی منصوب شده و در ادامه به عنوان معاونت برنامه‌ریزی و نظارت راهبردی انتخاب شد. او به مدت دو سال و تا پایان کابینه اول احمدی‌نژاد در این سمت باقی ماند.
وی در دوره دوم کابینه احمدی‌نژاد به عنوان معاون اقتصادی و قائم مقام وزیر خارجه انتخاب گردید.
برقعی در سال ۱۳۹۴ به عنوان عضو هیئت امنای کمیته امداد امام خمینی منصوب شد و در همان دوران توسط سید پرویز فتاح به عنوان قائم‌مقام کمیته امداد منصوب شد. بعد از ریاست فتاح در بنیاد مستضعفان انقلاب اسلامی او به سمت قائم‌مقام وی در بنیاد مستضعفان انتخاب شد.